# Élections législatives rwandaises de 1969
Les élections législatives rwandaises de 1969 se déroulent le 29 septembre 1969 en même temps qu'une élection présidentielle afin de renouveler les 47 sièges de l'Assemblée législative du Rwanda.
Le pays, dirigé par le président Grégoire Kayibanda, est alors un régime à parti unique sous l'égide du Parti du mouvement de l'émancipation hutu, et ce dernier remporte l'intégralité des sièges.

## Mode de scrutin
Les 47 députés de l'Assemblée législative sont élus dans 10 circonscriptions plurinominales. Les électeurs n'ont le choix qu'entre un vote pour l'ensemble de la liste du Parmehutu ou un vote préférentiel pour l'un des candidats de la liste Parmehutu.

## Résultats
|                           |                                           |           |       |        |               |  |  |  |  |
| Parti                     | Parti                                     | Votes     | %     | Sièges | +/–           |  |  |  |  |
|                           | Parti du mouvement de l'émancipation hutu | 1 426 701 | 100   | 47     | en stagnation |  |  |  |  |
|                           |                                           |           |       |        |               |  |  |  |  |
| Suffrages exprimés        | Suffrages exprimés                        | 1 426 701 | 99,42 |        |               |  |  |  |  |
| Votes blancs et invalides | Votes blancs et invalides                 | 8 276     | 0,58  |        |               |  |  |  |  |
| Total                     | Total                                     | 1 434 977 | 100   | 47     | en stagnation |  |  |  |  |
| Abstentions               | Abstentions                               | 143 727   | 9,11  |        |               |  |  |  |  |
| Inscrits / participation  | Inscrits / participation                  | 1 578 704 | 90,89 |        |               |  |  |  |  |